# Gallocyanin
Gallocyanin ist eine chemische Verbindung aus der Gruppe der Phenoxazinfarbstoffe.

## Gewinnung und Darstellung
Gallocyanin kann durch Reaktion von Nitrosodimethylanilin mit Gallussäure gewonnen werden.

## Eigenschaften
Gallocyanin ist ein schwarzer Feststoff, der schwer löslich in heißem Wasser ist. Alkalien lösen es leicht mit rötlichvioletter Farbe.

## Verwendung
Gallocyanin wird für den Kattundruck und die Wollfärberei verwendet. Mit Chromalaun bildet es einen Chelatkomplex, der bei der Gallocyanin-Chromalaun-Färbung für Nukleinsäuren verwendet wird. Diese wurde 1921 von Ernst Siegfried Becher eingeführt.